# Reptile Ridge
Reptile Ridge (englisch für Reptilienrücken) ist ein über 3 km langer rund 250 m hoher Gebirgskamm auf der Adelaide-Insel im Archipel der Adelaide- und Biscoe-Inseln vor der Westküste der Antarktischen Halbinsel. Er erstreckt sich aus dem Gebiet um den Rothera Point in nordwestlicher Richtung.
Seinen deskriptiven Namen verdankt der Gebirgskamm seinem Aussehen aus nördlicher und südlicher Blickrichtung, das an den Rücken eines Reptils erinnert. Die Benennung nahm das UK Antarctic Place-Names Committee im Jahr 1977 vor.